# Teatr Ugala

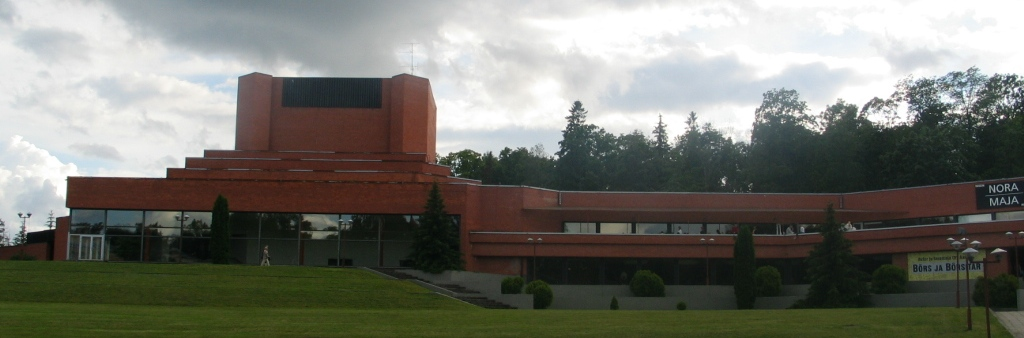
Teatr Ugala w Viljandi

Teatr Ugala – teatr w miejscowości Viljandi, w Estonii. Teatr został otwarty 10 stycznia 1920 roku.

## Dyrektorzy artystyczni
- 1925 - 1926: Andres Särev
- 1926 – 1928: Eduard Lemberg
- 1928 – 1932: Alfred Mering
- 1932 – 1933: Valter Soosõrv
- 1933 – 1934: Karl Merits
- 1934 – 1936: Alfred Mering
- 1936 – 1941: Eduard Tinn
- 1942 – 1943: Jullo Talpsepp
- 1943 – 1945: Eero Neemre
- 1945 – 1947: Karl Ader
- 1947 – 1948: Enn Toona
- 1949 – 1970: Aleks Sats
- 1970 – 1979: Heino Torga
- 1979 – 1983: Jaan Tooming
- 1983 – 1988: Jaak Allik
- 1989 – 1991: Kalju Komissarov
- 1991 – 1995: Jaak Allik
- 1995 – 1998: Andres Lepik
- 1998 – 2000: Andres Noormets
- 2000 – 2002: Jaak Allik
- 2002 – 2003, 2009: Peeter Tammearu
- 2002 – 2009: Peter Tammearu (dyrektor teatru od 2003)
- 2009 – 2012: dyrektor teatru Hillar Sein, dyrektor sceny Indrek Sammul
- 2012 – 2013: dyrektor teatru Heiti Pakk and dyrektor sceny Margus Kasterpalu
- od 2014: dyrektorka teatru Kristiina Alliksaar, dyrektor artystyczny Ott Aardam